# 基薩馬 (羅安達省)
09°31′S 013°58′E / 9.517°S 13.967°E
基薩馬（葡萄牙語：Quissama），是個位於安哥拉西北部的城鎮，由羅安達省負責管轄，處於科科洛-本戈以南，面積12,046平方公里，2006年人口29,905，人口密度每平方公里3人。